# Mesteacănu, Sălaj
Mesteacănu, colocvial Nireș, (în maghiară Almásnyíres, în trad. "Mestecănișu Almașului"), este un sat în comuna Almașu din județul Sălaj, Transilvania, România.

## Galerie de imagini

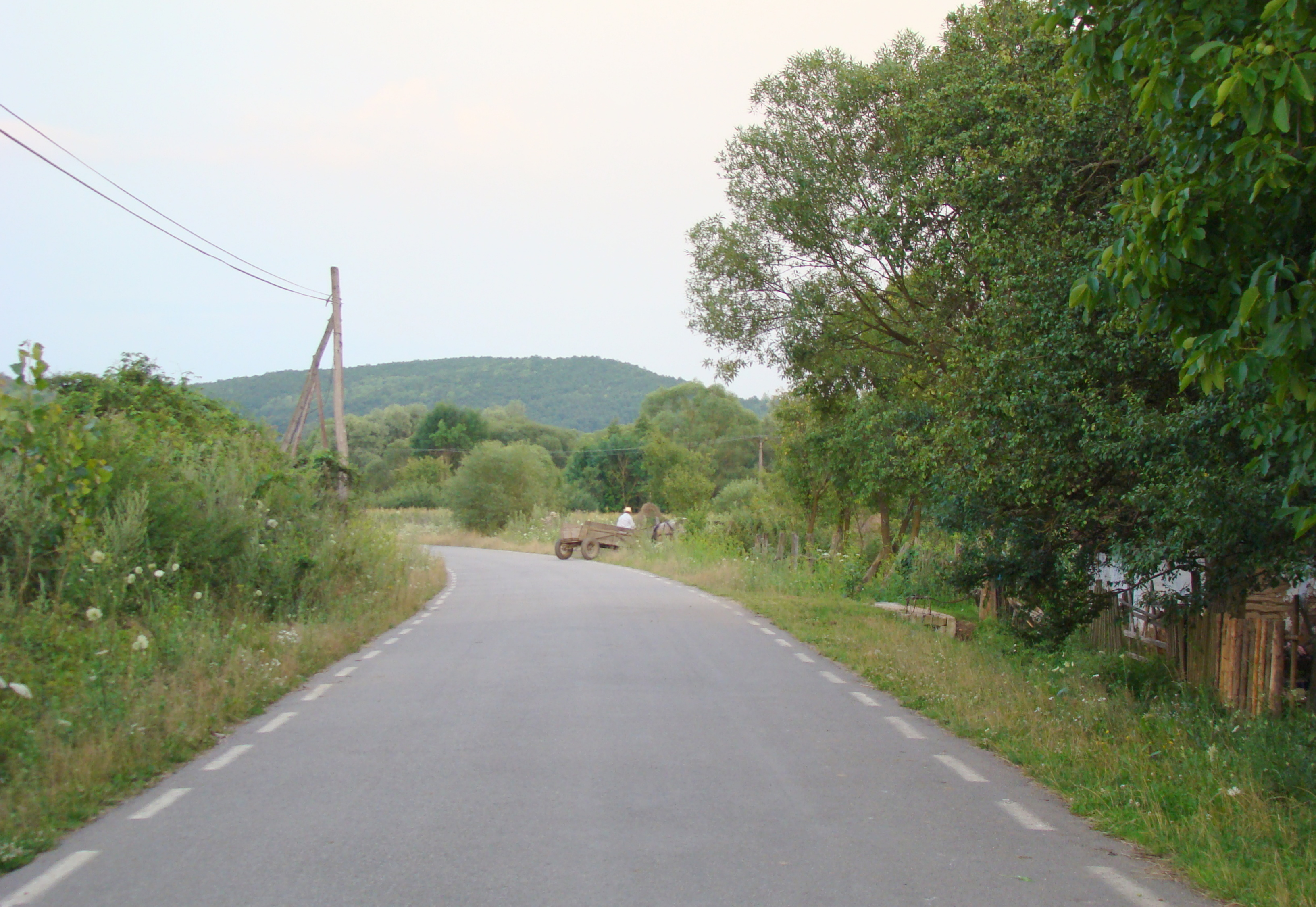
Drumul Băbiu-Mesteacănu
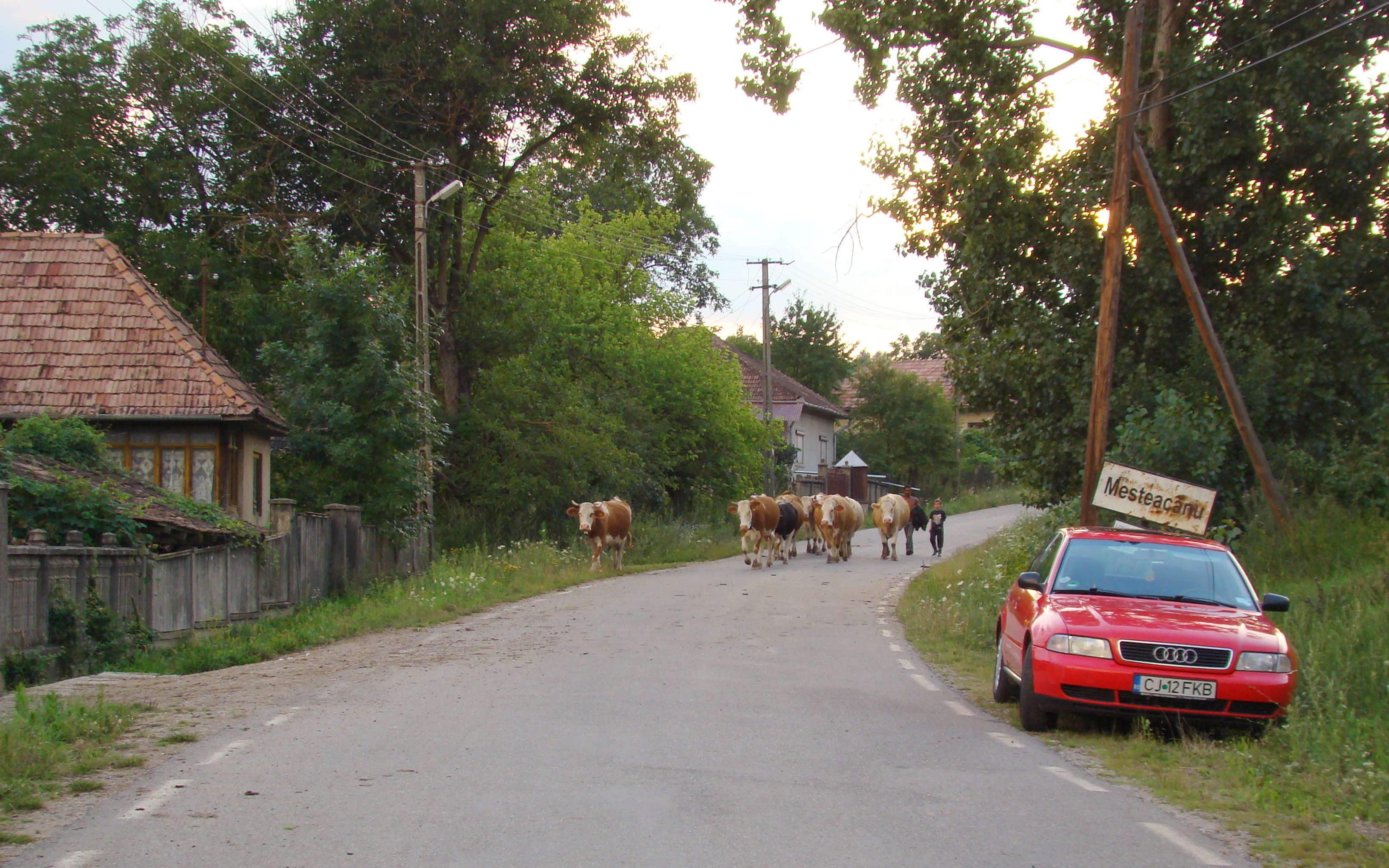
Intrarea în localitate
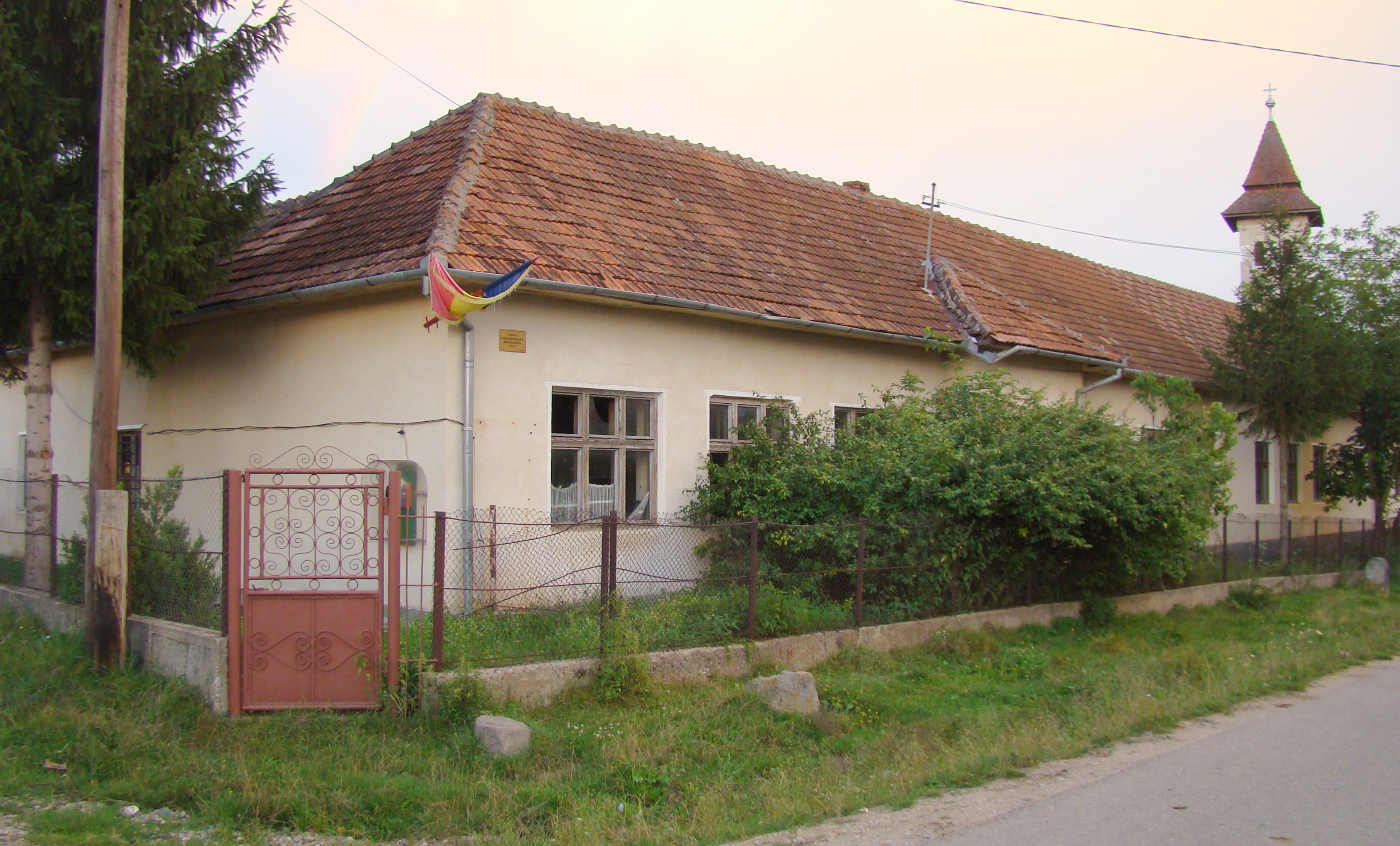
Clădirea Composesoratului Mesteacănu
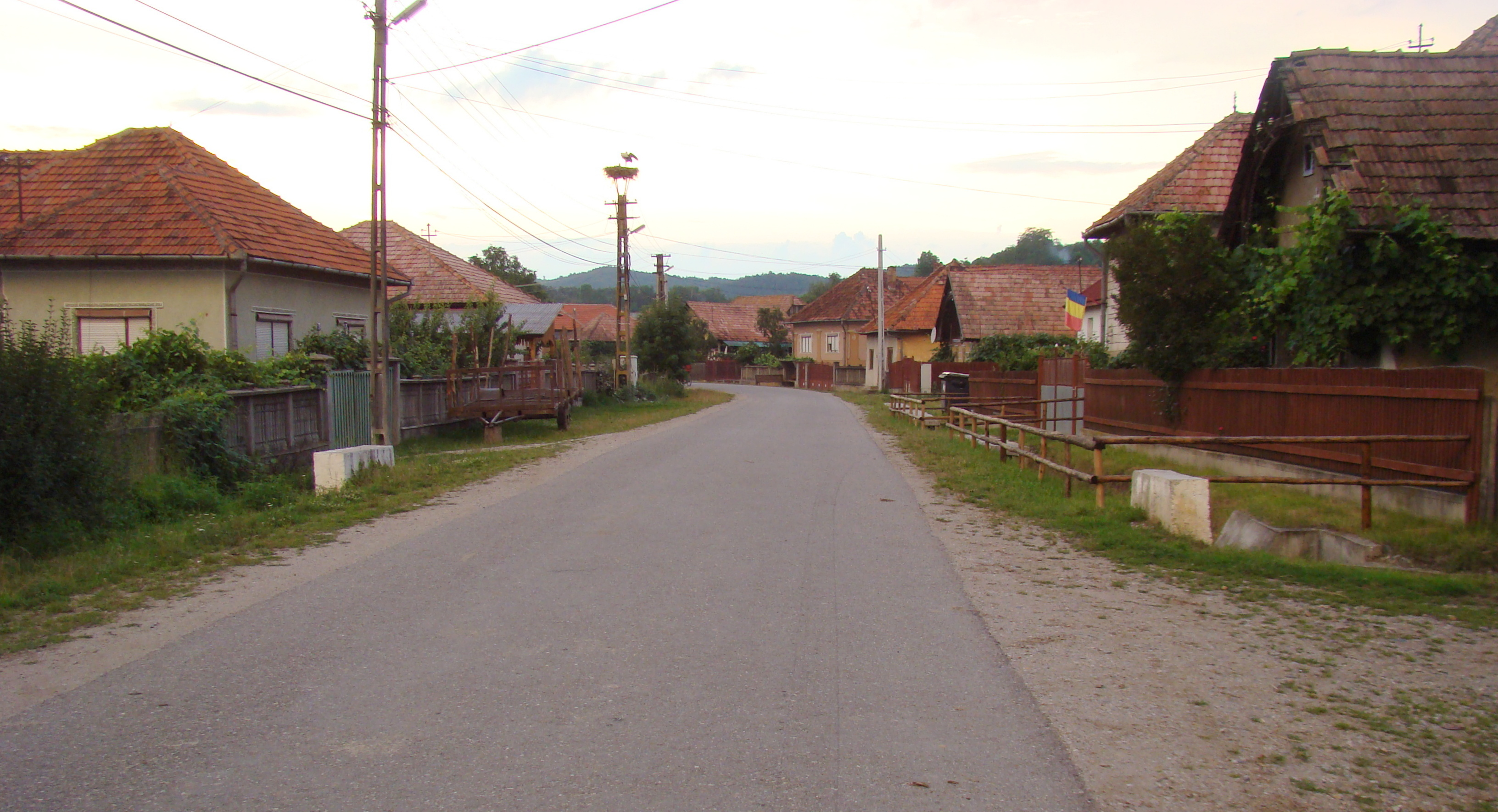
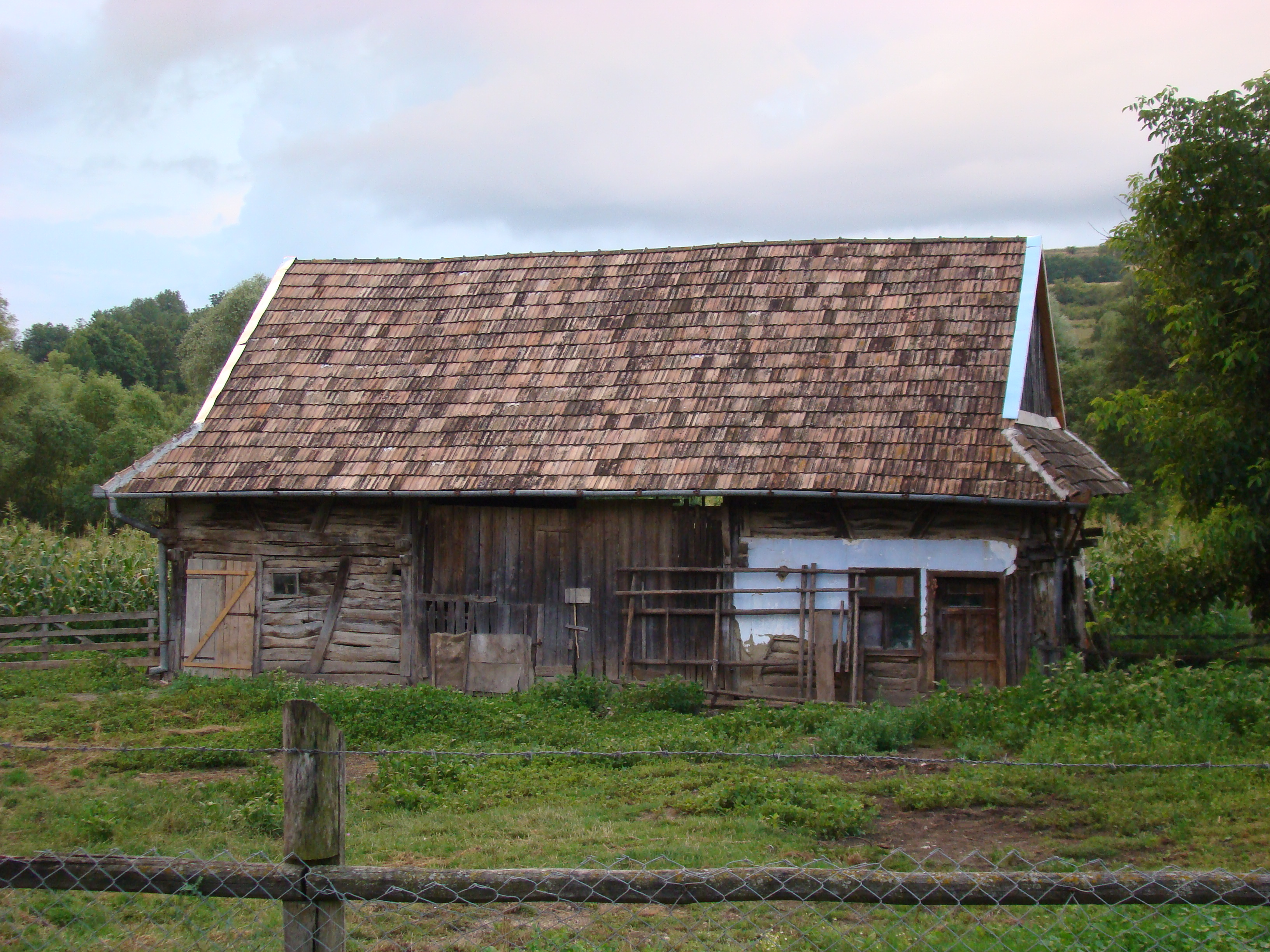
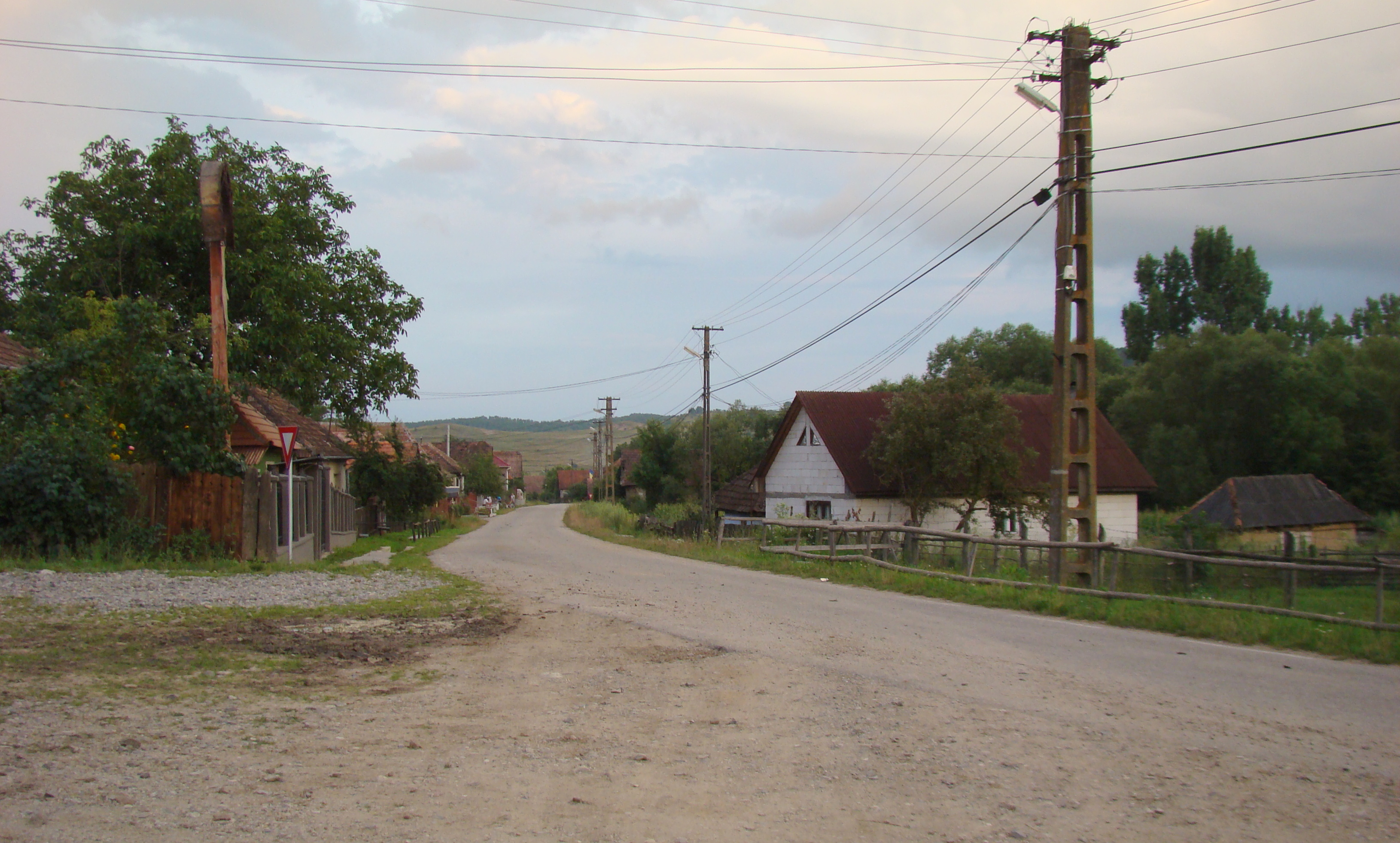
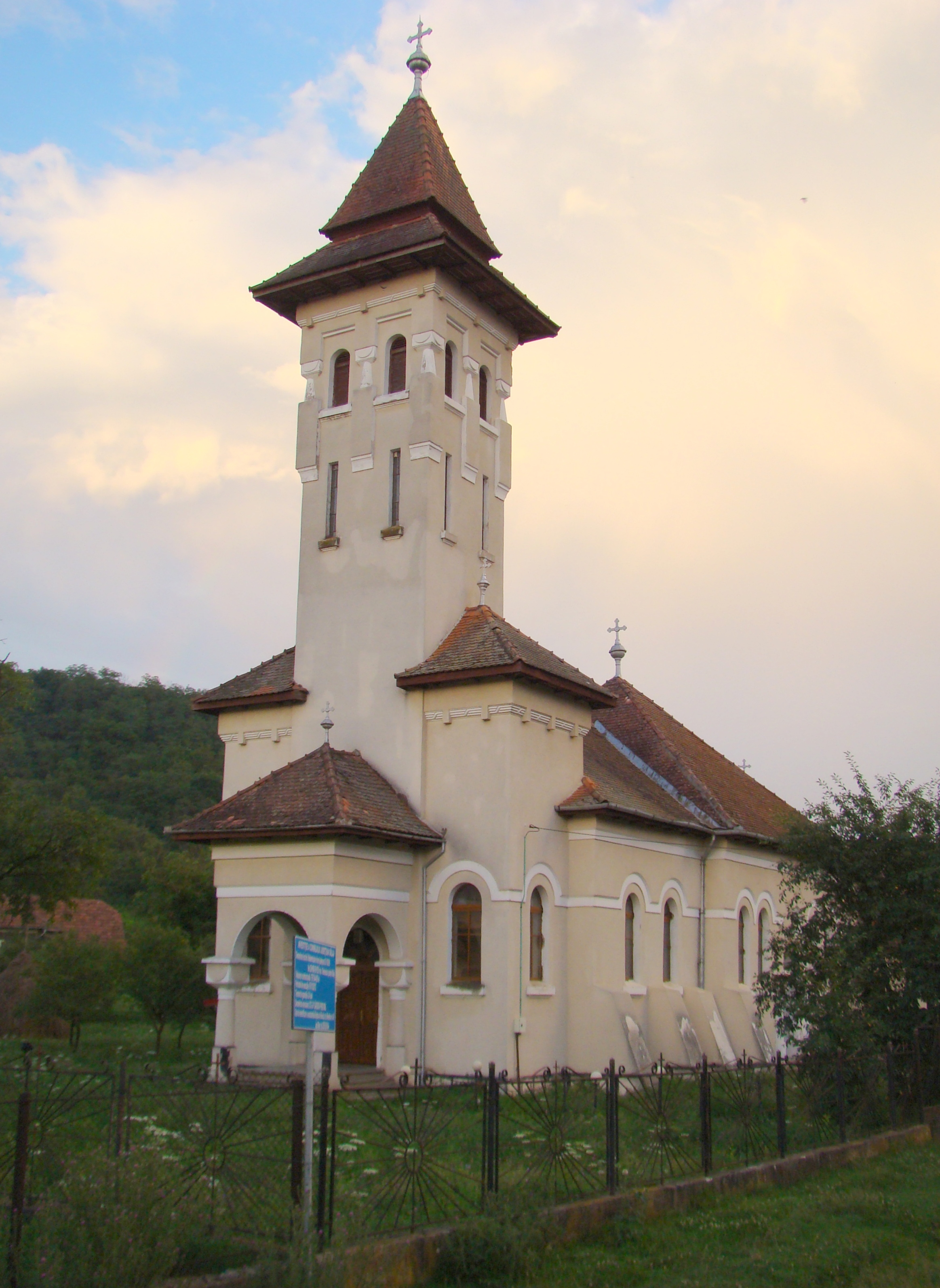
Biserica ortodoxă „Sfântul Ierarh Nicolae” (1940)
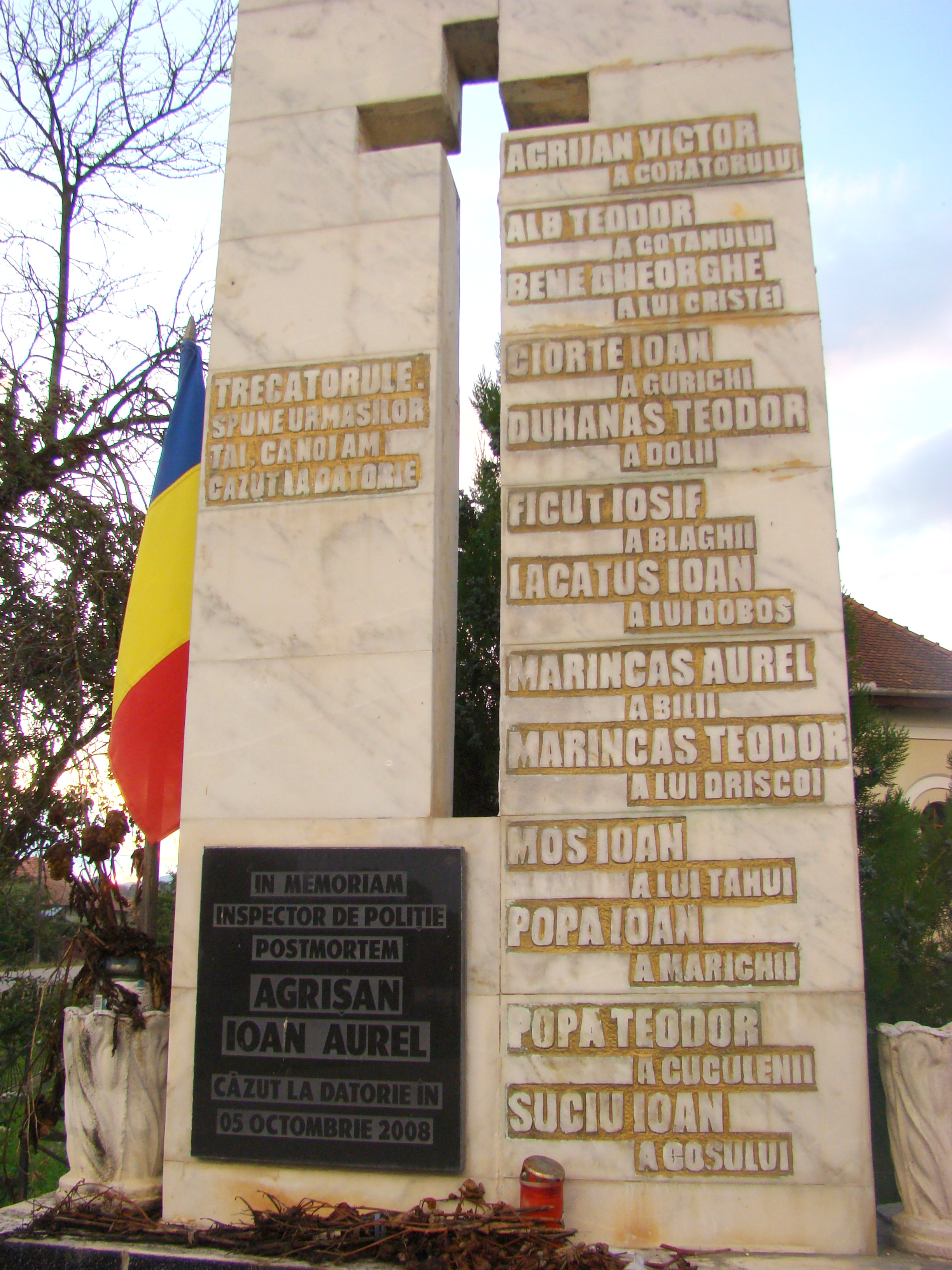
Monumentul Eroilor
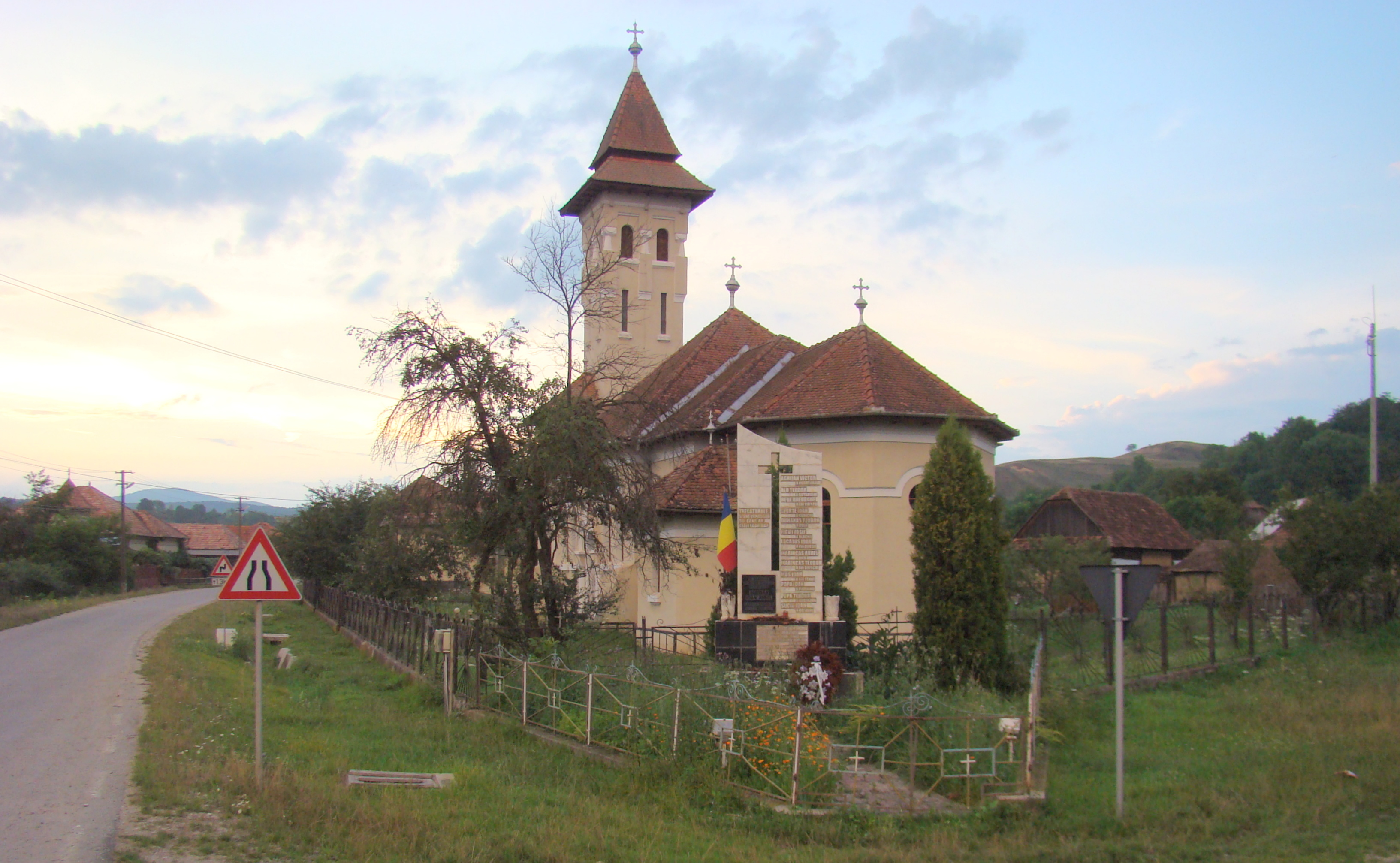
Biserica ortodoxă „Sfântul Ierarh Nicolae” (1940)
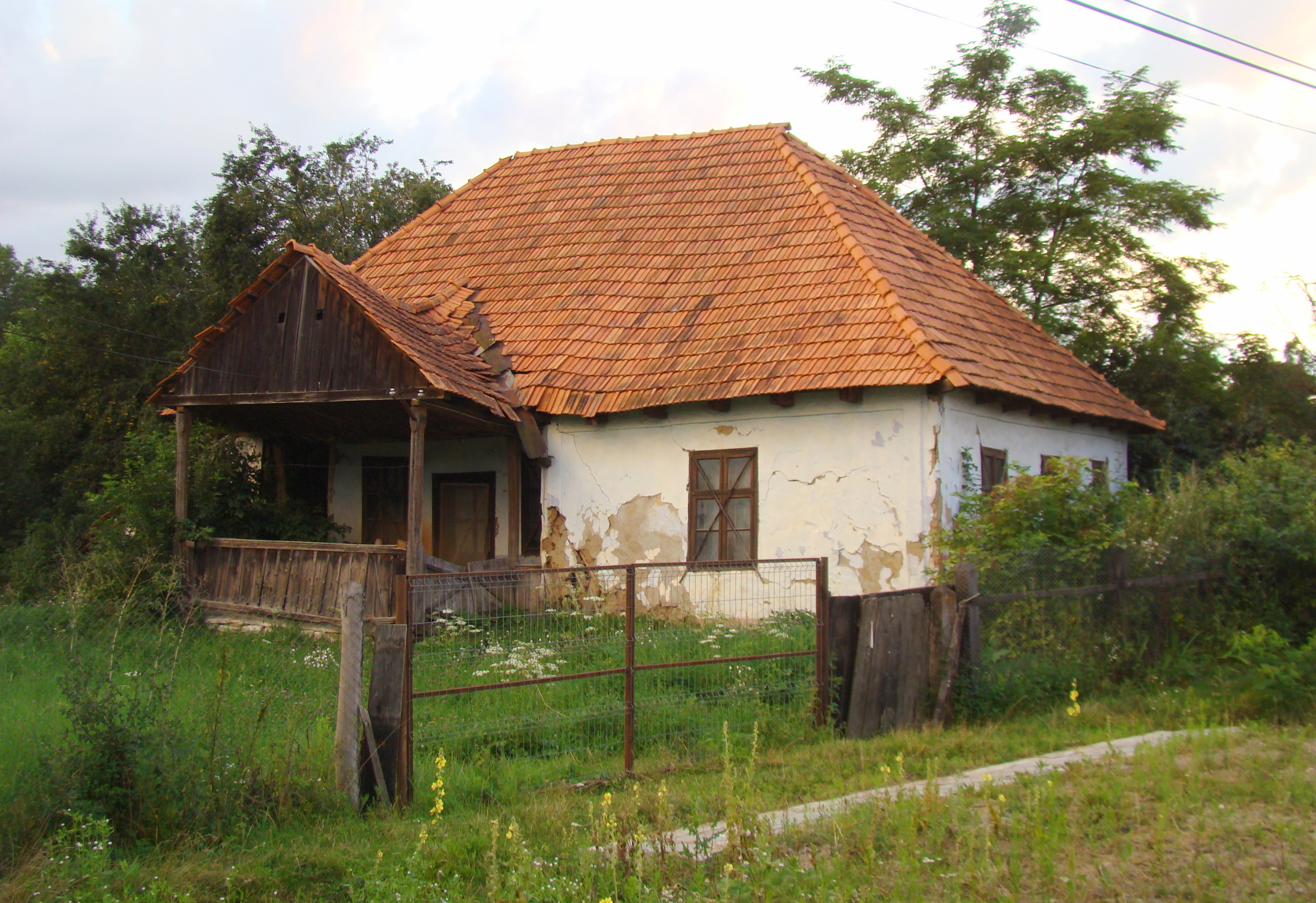